# Väinämöinen (navire)
Le Väinämöinen était un navire de défense côtière finlandais, le navire jumeau du navire amiral de la marine finlandaise Ilmarinen et également le premier navire de sa classe . 
Il a été construit au chantier naval Crichton-Vulcan à Turku et a été lancé en 1932. Après la fin de la guerre soviético-finlandaise Väinämöinen a été remis à l' Union soviétique en tant que réparations de guerre et rebaptisé Vyborg . Le navire, basé à la base soviétique de Porkkala en Finlande, est resté aux mains des Soviétiques jusqu'à sa démolition en 1966.